# 민족말살
민족말살(民族抹殺, ethnocide)은 어떤 민족의 정체성이나 존재를 사라지게 하기 위한 박해를 말한다. 집단학살의 일종으로서, 문화적 학살 중에서 특히 폭력을 수반한 경우를 주로 가리킨다.

## 사례
- 민족말살통치
- 홀로코스트
- 위구르족 집단학살
- 원나라
- 청나라 변발

## 같이 보기
- 집단살해
- 정치말살
- 강제동화